# Bahnrad-Weltcup 2017/18

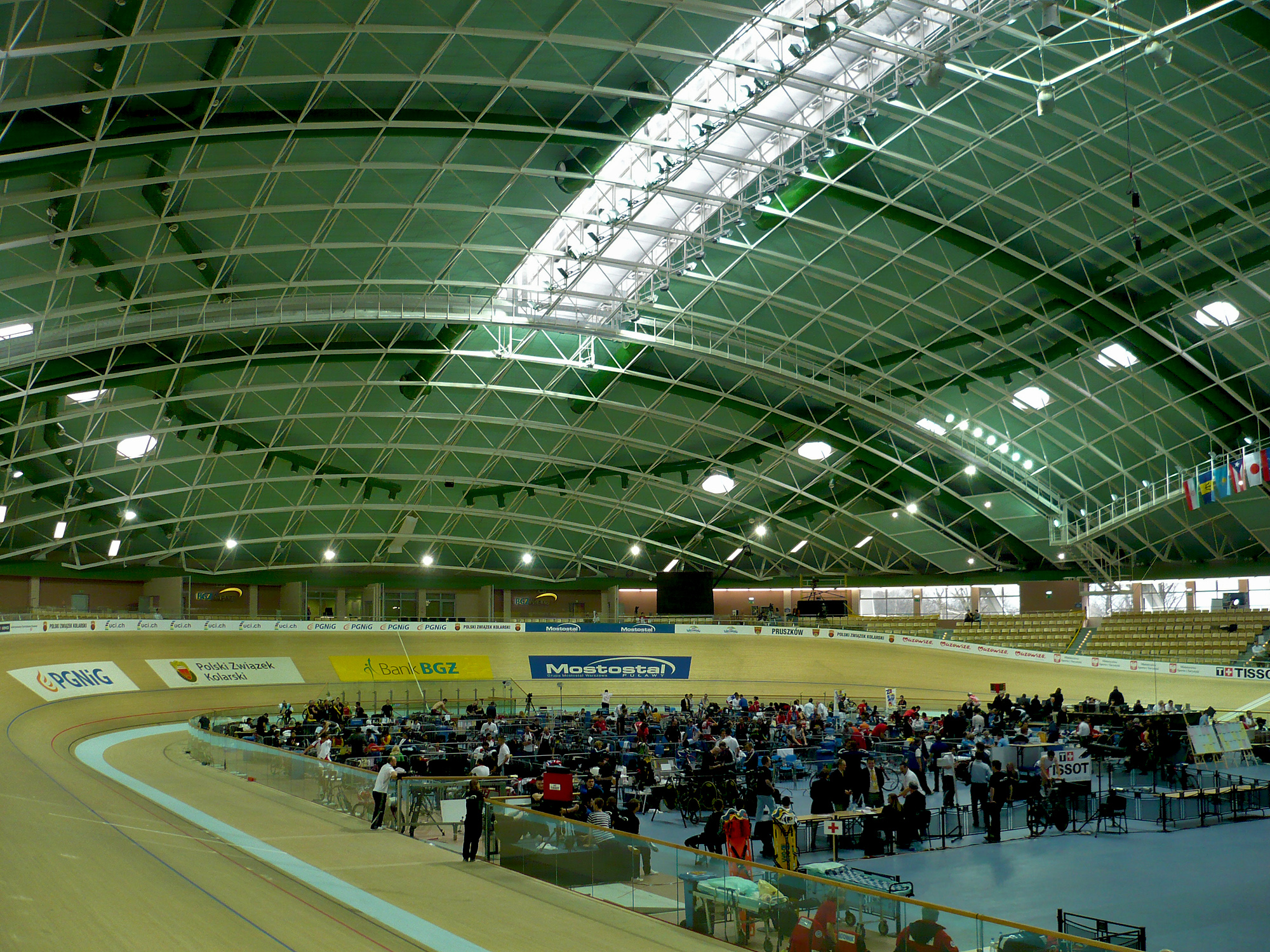
Die BGŻ Arena in Pruszków, Austragungsort des ersten Laufs

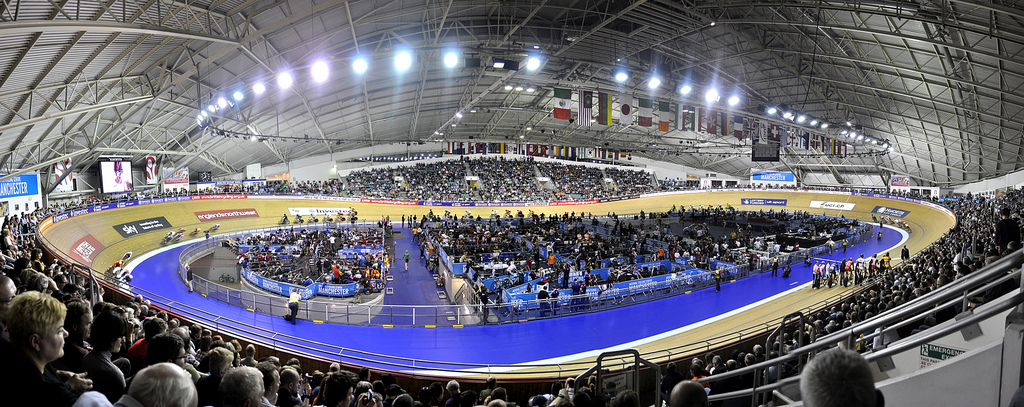
Innenraum des Manchester Velodrome

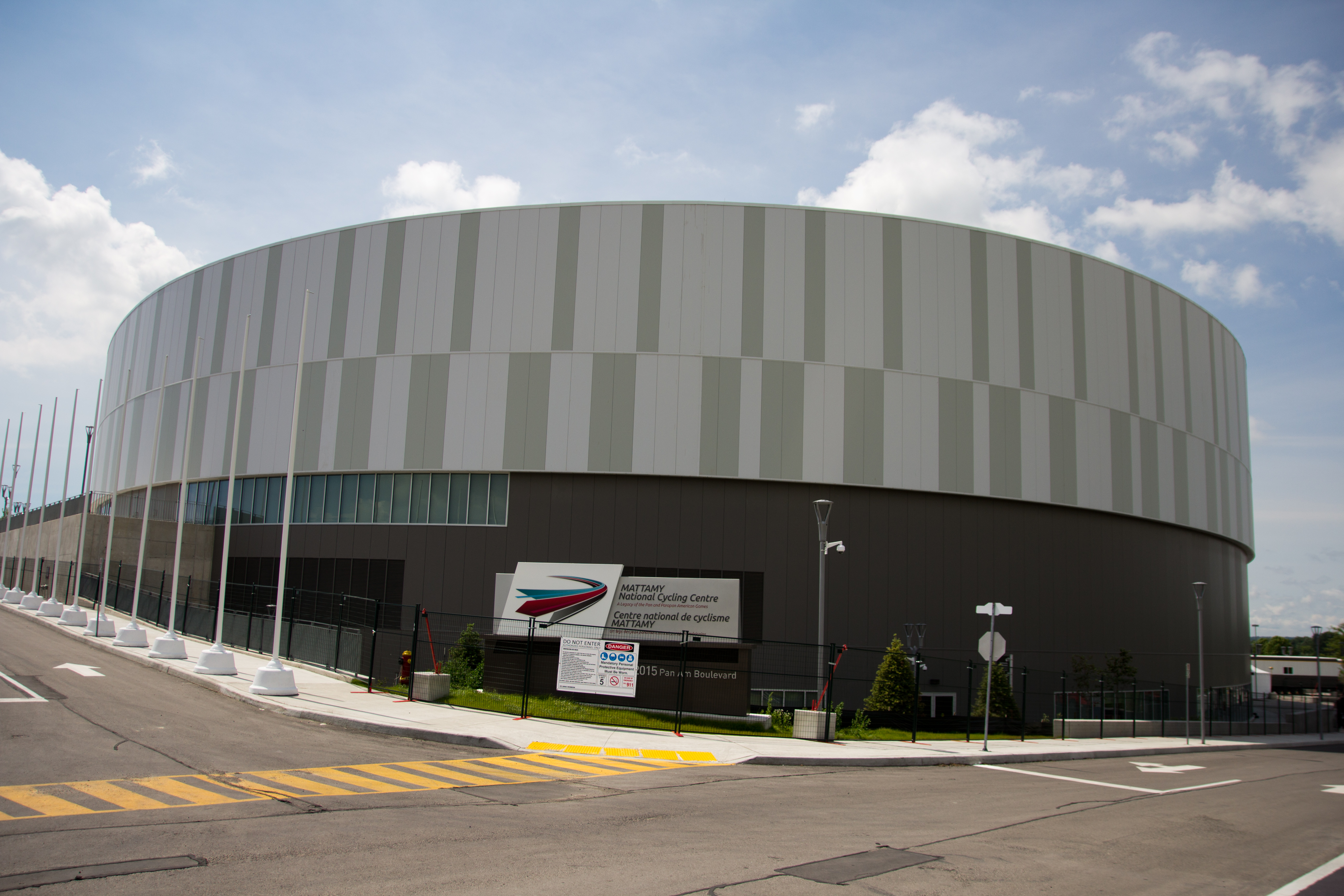
Das Mattamy Cycling Centre im kanadischen Milton

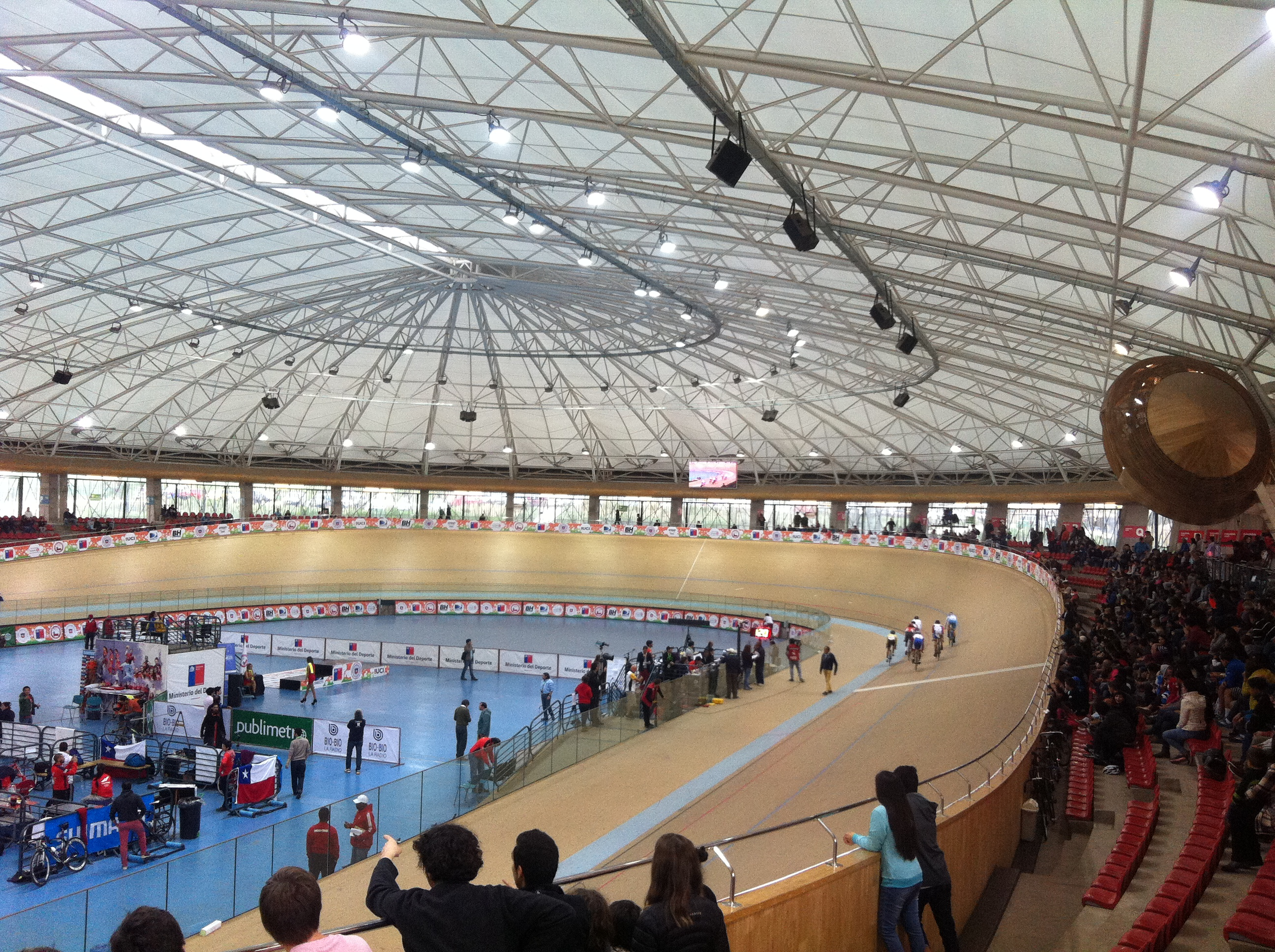
Das Velódromo Peñalolén in Santiago

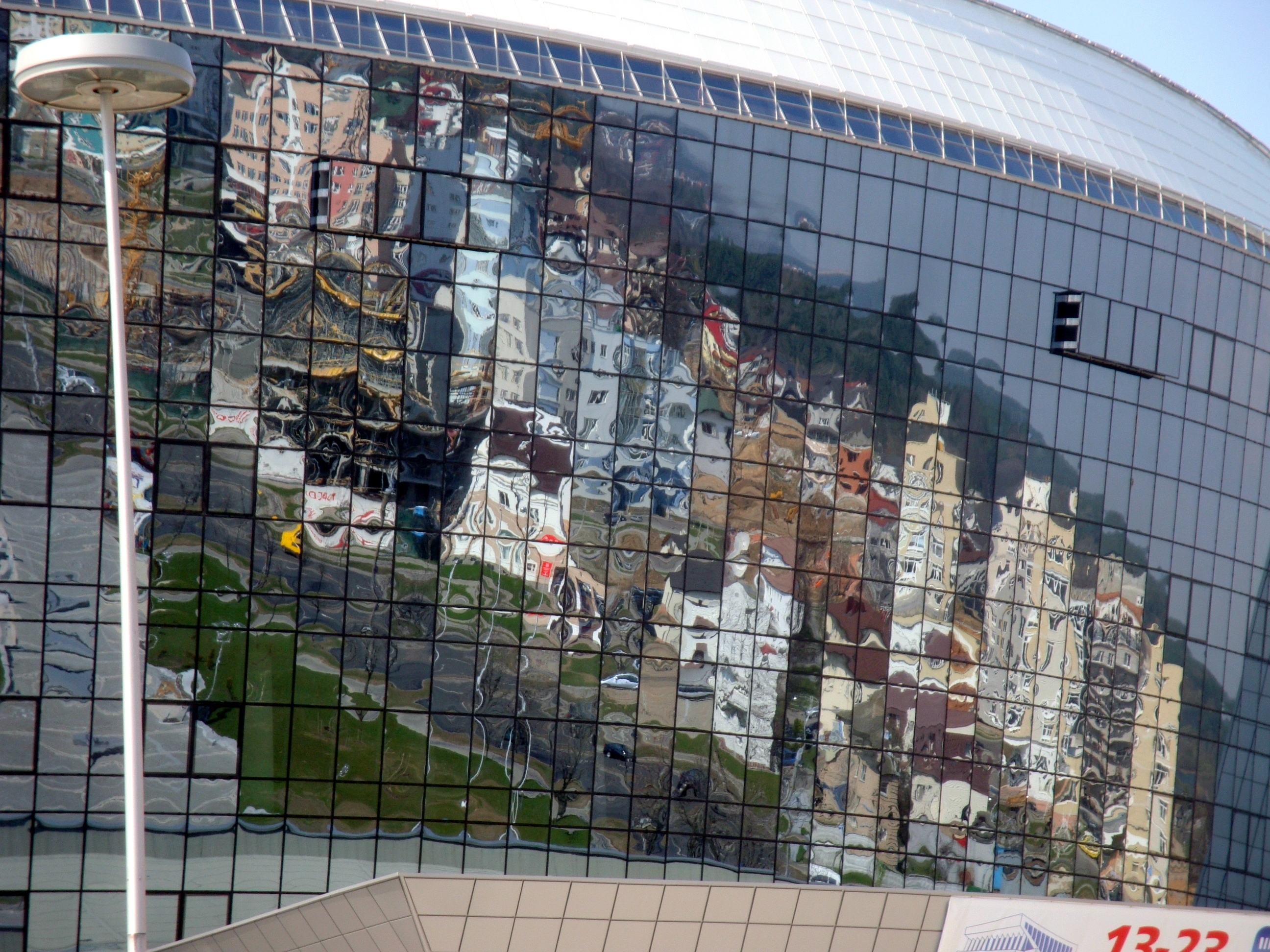
Minsk Arena

Der UCI-Bahnrad-Weltcup 2017/18 wurde in fünf Läufen zwischen November 2017 und Januar 2018 ausgetragen. Veranstalter war der Weltradsportverband UCI.
Entgegen den Vorjahren sollte in dieser Saison ursprünglich die Anzahl der Läufe von vier auf sechs erhöht werden, letztlich wurden doch nur fünf geplant. Die ersten vier Rennen sind in Zweierblocks an zwei aufeinanderfolgenden Wochenenden eingeteilt und finden in einer Weltregion statt.
Bei allen fünf Weltcups wurden die sechs Disziplinen – jeweils Männer und Frauen – gefahren, die auch Teil des olympischen Programms sind, also Sprint, Teamsprint, Keirin, Mannschaftsverfolgung, Zweiermannschaftsfahren und Omnium. Die Organisatoren konnten zudem zusätzlich Rennen in den Weltmeisterschaftsdisziplinen 1000- beziehungsweise 500-Meter-Zeitfahren, Einerverfolgung, Punktefahren und Scratch ausrichten.

## Austragungsorte
| Datum                 | Ort                                       |
| --------------------- | ----------------------------------------- |
| 3.–5. November 2017   | BGŻ Arena in Pruszków                     |
| 10.–12. November 2017 | Manchester Velodrome in Manchester        |
| 1.–3. Dezember 2017   | Mattamy National Cycling Centre in Milton |
| 8.–10. Dezember 2017  | Velódromo Peñalolén in Santiago de Chile  |
| 19.–21. Januar 2018   | Minsk-Arena in Minsk                      |

## Resultate

### Frauen

#### Sprint
| Ort               | Siegerin         | Zweite              | Dritte              |
| ----------------- | ---------------- | ------------------- | ------------------- |
| Pruszków          | Kristina Vogel   | Stephanie Morton    | Mathilde Gros       |
| Manchester        | Kristina Vogel   | Laurine van Riessen | Anastassija Woinowa |
| Milton            | Kristina Vogel   | Shanne Braspennincx | Laurine van Riessen |
| Santiago de Chile | Ljubow Bassowa   | Darja Schmeljowa    | Lee Hye-jin         |
| Minsk             | Pauline Grabosch | Simona Krupeckaitė  | Nicky Degrendele    |

Gesamtwertung
| Pos. | Fahrerin                | Pru | Man | Mil | San | Min | Pkt  |
| 1.   | MPC Laurine van Riessen | 300 | 450 | 400 | –   | 375 | 1525 |
| 2.   | Kristina Vogel          | 500 | 500 | 500 | –   | –   | 1500 |
| 3.   | Simona Krupeckaitė      | 275 | 275 | –   | 305 | 450 | 1350 |
| 4.   | Olena Starykowa         | 160 | 350 | 225 | 325 | –   | 1060 |
| 5.   | MPC Shanne Braspennincx | 190 | 375 | 450 | –   | –   | 1015 |
| 6.   | Lee Hye-jin             | –   | –   | 350 | 400 | 250 | 1000 |
| 7.   | Miglė Marozaitė         | 250 | 225 | –   | 250 | 225 | 950  |
| 8.   | Ljubow Bassowa          | 90  | −   | –   | 500 | 300 | 890  |
| 9.   | Madalyn Godby           | 80  | 300 | 205 | 300 | –   | 885  |
| 10.  | Darja Schmeljowa        | 175 | 250 | –   | 450 | –   | 875  |

#### Keirin
| Ort               | Siegerin         | Zweite              | Dritte                  |
| ----------------- | ---------------- | ------------------- | ----------------------- |
| Pruszków          | Kristina Vogel   | Darja Schmeljowa    | Stephanie Morton        |
| Manchester        | Kristina Vogel   | Shanne Braspennincx | MPC Laurine van Riessen |
| Milton            | Kristina Vogel   | Katy Marchant       | Shanne Braspennincx     |
| Santiago de Chile | Madalyn Godby    | Natasha Hansen      | Ljubow Bassowa          |
| Minsk             | Nicky Degrendele | Lee Hye-jin         | Ljubow Bassowa          |

Gesamtwertung
| Pos. | Fahrerin            | Pru | Man | Mil | San | Min | Pkt  |
| 1.   | Kristina Vogel      | 500 | 500 | 500 | –   | –   | 1500 |
| 2.   | Shanne Braspennincx | 375 | 450 | 400 | –   | –   | 1225 |
| 3.   | Yūka Kobayashi      | 300 | 250 | 250 | 375 | –   | 1175 |
| 4.   | Ljubow Bassowa      | 325 | –   | –   | 400 | 400 | 1125 |
| 5.   | Sára Kaňkovská      | 250 | 175 | 325 | 325 | –   | 1075 |
| 6.   | Lee Hye-jin         | –   | –   | 300 | 300 | 450 | 1050 |
| 7.   | Laurine van Riessen | 275 | 400 | –   | –   | 300 | 975  |
| 8.   | HBT Bao Shanju      | 175 | 120 | 190 | 275 | 190 | 950  |
| 9.   | Katy Marchant       | 120 | 275 | 450 | –   | –   | 845  |
| 10.  | Natasha Hansen      | –   | –   | 375 | 450 | –   | 825  |

#### Teamsprint
| Ort               | Siegerinnen                                 | Zweite                                            | Dritte                                        |
| ----------------- | ------------------------------------------- | ------------------------------------------------- | --------------------------------------------- |
| Pruszków          | Deutschland Pauline Grabosch Kristina Vogel | Niederlande Kyra Lamberink Hetty van de Wouw      | Russland Anastassija Woinowa Darja Schmeljowa |
| Manchester        | Deutschland Miriam Welte Kristina Vogel     | Russland Anastassija Woinowa Darja Schmeljowa     | Holy Brother Bao Shanju Guo Yufang            |
| Milton            | Deutschland Miriam Welte Kristina Vogel     | Niederlande Hetty van de Wouw Laurine van Riessen | Südkorea Kim Won-gyeong Lee Hye-jin           |
| Santiago de Chile | Ukraine Ljubow Bassowa Olena Starykowa      | HBT Bao Shanju Guo Yufang                         | Südkorea Kim Won-gyeong Lee Hye-jin           |
| Minsk             | Deutschland Pauline Grabosch Emma Hinze     | Miglė Marozaitė Simona Krupeckaitė                | Südkorea Kim Won-gyeong Lee Hye-jin           |

Gesamtwertung
| Pos. | Mannschaft           | Pru | Man | Mil | San | Min | Pkt  |
| 1.   | Deutschland          | 500 | 500 | 500 | –   | 500 | 2000 |
| 2.   | Russland             | 400 | 450 | –   | 325 | 250 | 1425 |
| 3.   | Holy Brother Cycling | 200 | 400 | 250 | 450 | –   | 1350 |
| 4.   | Niederlande          | 450 | 375 | 450 | –   | –   | 1275 |
| 5.   | Großbritannien       | 275 | 300 | 375 | –   | 275 | 1225 |
| 6.   | Südkorea             | –   | –   | 400 | 400 | 400 | 1200 |
| 7.   | Litauen              | 375 | 350 | –   | –   | 450 | 1175 |
| 8.   | Neuseeland           | 300 | 225 | 300 | 350 | –   | 1175 |
| 9.   | Volksrepublik China  | –   | 325 | −   | 375 | 375 | 1075 |
| 10.  | Spanien              | 350 | 275 | 350 | –   | –   | 975  |

#### 500-Meter-Zeitfahren
| Ort        | Siegerin         | Zweite       | Dritte          |
| ---------- | ---------------- | ------------ | --------------- |
| Manchester | Darja Schmeljowa | Miriam Welte | Olena Starykowa |

Gesamtwertung
| Pos. | Fahrerin         | Man | Mil | San | Min | Pkt |
| 1.   | Darja Schmeljowa | 500 | –   | –   | –   | 500 |
| 2.   | Miriam Welte     | 450 | –   | –   | –   | 450 |
| 3.   | Olena Starykowa  | 400 | –   | –   | –   | 400 |
| 4.   | Tania Calvo      | 375 | –   | –   | –   | 375 |
| 5.   | Jessica Salazar  | 350 | –   | –   | –   | 350 |
| 6.   | HBT Guo Yufang   | 325 | –   | –   | –   | 325 |
| 7.   | Katy Marchant    | 300 | –   | –   | –   | 300 |
| 8.   | Song Chaorui     | 275 | –   | –   | –   | 275 |
| 9.   | Emma Cumming     | 250 | –   | –   | –   | 250 |
| 10.  | Kyra Lamberink   | 225 | –   | –   | –   | 225 |

#### Einerverfolgung
| Ort      | Siegerin           | Zweite               | Dritte        |
| -------- | ------------------ | -------------------- | ------------- |
| Pruszków | Justyna Kaczkowska | Annemiek van Vleuten | Elisa Balsamo |

Gesamtwertung
| Pos. | Fahrerin             | Pru | Mil | San | Min | Pkt |
| 1.   | Justyna Kaczkowska   | 500 | –   | –   | –   | 500 |
| 2.   | Annemiek van Vleuten | 450 | –   | –   | –   | 450 |
| 3.   | Elisa Balsamo        | 400 | –   | –   | –   | 400 |
| 4.   | Gudrun Stock         | 375 | –   | –   | –   | 375 |
| 5.   | Valerija Kononenko   | 350 | –   | –   | –   | 350 |
| 6.   | WAL Ciara Horne      | 325 | –   | –   | –   | 325 |
| 7.   | Annie Foreman-Mackey | 300 | –   | –   | –   | 300 |
| 8.   | Pia Pensaari         | 275 | –   | –   | –   | 275 |
| 9.   | Andrea Waldis        | 250 | –   | –   | –   | 250 |
| 10.  | Anastasiia Jakowenko | 225 | –   | –   | –   | 225 |

#### Mannschaftsverfolgung
| Ort               | Siegerinnen                                                                  | Zweite                                                                      | Dritte                                                                  |
| ----------------- | ---------------------------------------------------------------------------- | --------------------------------------------------------------------------- | ----------------------------------------------------------------------- |
| Pruszków          | Italien Elisa Balsamo Tatiana Guderzo Francesca Pattaro Silvia Valsecchi     | Kanada Allison Beveridge Ariane Bonhomme Annie Foreman-Mackey Kinley Gibson | Großbritannien Emily Nelson Neah Evans Emily Kay Manon Lloyd            |
| Manchester        | Großbritannien Elinor Barker Katie Archibald Emily Nelson Neah Evans         | Italien Elisa Balsamo Tatiana Guderzo Francesca Pattaro Silvia Valsecchi    | Japan Kie Furuyama Yumi Kajihara Kisato Nakamura Yuya Hashimoto         |
| Milton            | Kanada Ariane Bonhomme Kinley Gibson Annie Foreman-Mackey Allison Beveridge  | Neuseeland Rushlee Buchanan Kirstie James Bryony Botha Michaela Drummond    | Frankreich Clara Copponi Coralie Demay Laurie Berthon Valentine Fortin  |
| Santiago de Chile | Neuseeland Racquel Sheath Bryony Botha Rushlee Buchanan Kirstie James        | Italien Simona Frapporti Marta Cavalli Francesca Pattaro Silvia Valsecchi   | Japan Yuya Hashimoto Kie Furuyama Kisato Nakamura Nao Suzuki            |
| Minsk             | Vereinigte Staaten Jennifer Valente Kelly Catlin Chloe Dygert Kimberly Geist | Italien Martina Alzini Elisa Balsamo Marta Cavalli Simona Frapporti         | Kanada Devaney Collier Maggie Coles-Lyster Erin Attwell Laurie Jussaume |

Gesamtwertung
| Pos. | Mannschaft          | Pru  | Man  | Mil  | San  | Min | Pkt. |
| 1.   | Italien             | 1000 | 900  | –    | 900  | 900 | 3700 |
| 2.   | Kanada              | 900  | –    | 1000 | –    | 800 | 2700 |
| 3.   | Frankreich          | 600  | 500  | –    | 800  | 750 | 2650 |
| 4.   | Japan               | –    | 800  | 750  | 800  | –   | 2350 |
| 5.   | Deutschland         | 750  | 750  | –    | 650  | –   | 2150 |
| 6.   | Volksrepublik China | –    | 700  | –    | 750  | 600 | 2050 |
| 7.   | Russland            | 650  | 650  | –    | –    | 650 | 1950 |
| 8.   | Neuseeland          | –    | –    | 900  | 1000 | –   | 1900 |
| 9.   | Großbritannien      | 800  | 1000 | –    | –    | –   | 1800 |
| 10.  | Ukraine             | 550  | 450  | –    | 700  | –   | 1700 |

#### Scratch
| Ort        | Siegerin         | Zweite             | Dritte            |
| ---------- | ---------------- | ------------------ | ----------------- |
| Pruszków   | Marija Awerina   | Justyna Kaczkowska | Olivija Baleišytė |
| Manchester | Rachele Barbieri | Yang Qianyu        | Jolien D’hoore    |
| Minsk      | Aline Seitz      | Elinor Barker      | Amy Pieters       |

Gesamtwertung
| Pos. | Fahrerin             | Pru | Man | Min | Pkt |
| 1.   | Rachele Barbieri     | 325 | 500 | –   | 825 |
| 2.   | Alžbeta Bačíková     | 300 | 120 | 400 | 820 |
| 3.   | Marija Awerina       | 500 | –   | 250 | 750 |
| 4.   | Jolien D’hoore       | 350 | 400 | –   | 750 |
| 5.   | Olivija Baleišytė    | 400 | –   | 300 | 700 |
| 6.   | Aline Seitz          | –   | 250 | 375 | 625 |
| 7.   | Valentine Fortin     | 190 | 350 | –   | 540 |
| 8.   | Yang Qianyu          | 60  | 450 | –   | 510 |
| 9.   | Tetjana Klimtschenko | –   | –   | 500 | 500 |
| 10.  | Elinor Barker        | –   | –   | 450 | 450 |

#### Punktefahren
| Ort      | Siegerin        | Zweite                    | Dritte                |
| -------- | --------------- | ------------------------- | --------------------- |
| Pruszków | Lotte Kopecky   | Hanna Solowej             | Coralie Demay         |
| Milton   | Katie Archibald | Jasmin Duehring           | Jarmila Machačová     |
| Minsk    | Kirsten Wild    | Maria Giulia Confalonieri | Anita Yvonne Stenberg |

Gesamtwertung
| Pos. | Fahrerin                  | Pru | Mil | Min | Pkt |
| 1.   | Anita Yvonne Stenberg     | 300 | 225 | 400 | 925 |
| 2.   | Kirsten Wild              | 350 | –   | 500 | 850 |
| 3.   | Jarmila Machačová         | 90  | 400 | 400 | 790 |
| 4.   | Coralie Demay             | 400 | 375 | –   | 775 |
| 5.   | Maria Giulia Confalonieri | 275 | –   | 450 | 725 |
| 6.   | Sofía Arreola             | –   | 350 | 375 | 725 |
| 7.   | Katie Archibald           | –   | 500 | –   | 500 |
| 8.   | Lotte Kopecky             | 500 | –   | –   | 500 |
| 9.   | Alžbeta Bačíková          | 120 | 190 | 145 | 455 |
| 10.  | Jasmin Duehring           | –   | 450 | –   | 450 |

#### Omnium
| Ort               | Siegerin         | Zweite            | Dritte               |
| ----------------- | ---------------- | ----------------- | -------------------- |
| Pruszków          | Kirsten Wild     | Jennifer Valente  | Amalie Dideriksen    |
| Manchester        | Jennifer Valente | Katie Archibald   | Amalie Dideriksen    |
| Milton            | Yūmi Kajihara    | Allison Beveridge | Eleanor Dickinson    |
| Santiago de Chile | Yūmi Kajihara    | Elisa Balsamo     | Tetjana Klimtschenko |
| Minsk             | Kirsten Wild     | Elinor Barker     | Jennifer Valente     |

Gesamtwertung
| Pos. | Fahrerin              | Pru | Man | Mil | San | Min | Pkt  |
| 1.   | Jennifer Valente      | 450 | 500 | –   | –   | 400 | 1350 |
| 2.   | Yūmi Kajihara         | –   | 325 | 500 | 500 | –   | 1325 |
| 3.   | Olivija Baleišytė     | 225 | 275 | 325 | –   | 350 | 1175 |
| 4.   | Kirsten Wild          | 500 | −   | –   | –   | 500 | 1000 |
| 5.   | Wang Xiaofei          | –   | 375 | –   | 300 | 300 | 975  |
| 6.   | Anita Yvonne Stenberg | 300 | 130 | 225 | –   | 205 | 760  |
| 8.   | Elinor Barker         | 375 | –   | –   | –   | 450 | 825  |
| 9.   | Elisa Balsamo         | –   | 350 | –   | 450 | –   | 800  |
| 10.  | Amalie Dideriksen     | 400 | 400 | –   | –   | –   | 800  |

#### Zweier-Mannschaftsfahren
| Ort               | Siegerinnen                                           | Zweite                                    | Dritte                                          |
| ----------------- | ----------------------------------------------------- | ----------------------------------------- | ----------------------------------------------- |
| Pruszków          | Belgien Lotte Kopecky Jolien D’hoore                  | Großbritannien Elinor Barker Emily Nelson | Italien Maria Giulia Confalonieri Elisa Balsamo |
| Manchester        | Großbritannien Elinor Barker Katie Archibald          | Belgien Jolien D’hoore Lotte Kopecky      | Italien Rachele Barbieri Elisa Balsamo          |
| Milton            | Großbritannien Katie Archibald Eleanor Dickinson      | Frankreich Coralie Demay Laurie Berthon   | Neuseeland Racquel Sheath Michaela Drummond     |
| Santiago de Chile | Neuseeland Michaela Drummond Racquel Sheath           | Dänemark Trine Schmidt Julie Leth         | Italien Elisa Balsamo Marta Cavalli             |
| Minsk             | Italien Letizia Paternoster Maria Giulia Confalonieri | Niederlande Kirsten Wild Amy Pieters      | Russland Marija Nowolodskaja Olga Sabelinskaja  |

Gesamtwertung
| Pos. | Mannschaft         | Pru | Man | Mil | San | Min | Pkt   |
| 1.   | Italien            | 400 | 400 | 205 | 400 | 500 | 1905  |
| 2.   | Großbritannien     | 450 | 500 | 500 | –   | 325 | 1775  |
| 3.   | Vereinigte Staaten | 275 | 275 | 325 | 350 | 375 | 1600  |
| 4.   | Russland           | 250 | 325 | –   | 325 | 400 | 1300  |
| 5.   | Frankreich         | 205 | 350 | 450 | –   | 250 | 1255  |
| 6.   | Schweiz            | 190 | 250 | 250 | −   | 350 | 1040  |
| 7.   | Niederlande        | 375 | 205 | −   | –   | 450 | 1030  |
| 8.   | Ukraine            | 325 | 225 | –   | 250 | 225 | 1025  |
| 9.   | Belgien            | 500 | 450 | –   | –   | –   | 950,0 |
| 10.  | Japan              | –   | 190 | 350 | 375 | –   | 915   |

### Männer

#### Sprint
| Ort               | Sieger              | Zweiter          | Dritter          |
| ----------------- | ------------------- | ---------------- | ---------------- |
| Pruszków          | Matthew Glaetzer    | Mateusz Rudyk    | Edward Dawkins   |
| Manchester        | Harrie Lavreysen    | Mateusz Rudyk    | Matthew Glaetzer |
| Milton            | Jeffrey Hoogland    | Ethan Mitchell   | Jack Carlin      |
| Santiago de Chile | Vasilijus Lendel    | Denis Dmitrijew  | Andrij Wynokurow |
| Minsk             | BCC Matthijs Büchli | Vasilijus Lendel | Theo Bos         |

Gesamtwertung
| Pos. | Fahrer            | Pru | Man | Mil | San | Min | Pkt  |
| 1.   | Mateusz Rudyk     | 450 | 450 | 325 | –   | 375 | 1600 |
| 2.   | Andrij Wynokurow  | 350 | 325 | 190 | 400 | –   | 1265 |
| 3.   | WAL Lewis Oliva   | 130 | 275 | 300 | 205 | 325 | 1235 |
| 4.   | Vasilijus Lendel  | 120 | 160 | −   | 500 | 450 | 1230 |
| 5.   | Harrie Lavreysen  | 375 | 500 | 250 | –   | –   | 1125 |
| 6.   | OPM Philip Hindes | 325 | 350 | 350 | –   | –   | 1025 |
| 7.   | Jeffrey Hoogland  | 250 | 225 | 500 | –   | –   | 975  |
| 8.   | Matthew Glaetzer  | 500 | 400 | –   | –   | –   | 900  |
| 9.   | Matthijs Büchli   | −   | 375 | –   | –   | 500 | 875  |
| 10.  | Ethan Mitchell    | 205 | 190 | 450 | –   | –   | 845  |

#### Keirin
| Ort               | Sieger              | Zweiter          | Dritter          |
| ----------------- | ------------------- | ---------------- | ---------------- |
| Pruszków          | Matthijs Büchli     | Joachim Eilers   | Sébastien Vigier |
| Manchester        | Matthijs Büchli     | Andrij Wynokurow | Juan Peralta     |
| Milton            | Harrie Lavreysen    | Lewis Oliva      | Joachim Eilers   |
| Santiago de Chile | Yūta Wakimoto       | Andrij Wynokurow | Pavel Kelemen    |
| Minsk             | BCC Matthijs Büchli | Stefan Ritter    | WAL Lewis Oliva  |

Gesamtwertung
| Pos. | Fahrer           | Pru | Man | Mil | San | Min | Pkt. |
| ---- | ---------------- | --- | --- | --- | --- | --- | ---- |
| 1.   | Andrij Wynokurow | 325 | 450 | 300 | 450 | –   | 1525 |
| 2.   | Matthijs Büchli  | 500 | 500 | –   | –   | 500 | 1500 |
| 3.   | WAL Lewis Oliva  | 175 | 120 | 450 | 275 | 400 | 1420 |
| 4.   | Juan Peralta     | 100 | 400 | 145 | 325 | 275 | 1245 |
| 5.   | Joachim Eilers   | 450 | 275 | 400 | –   | –   | 1125 |
| 6.   | Yūta Wakimoto    | 190 | –   | 375 | 500 | –   | 1065 |
| 7.   | DSR Yudai Nitta  | 205 | 350 | 250 | –   | –   | 805  |
| 8.   | François Pervis  | –   | –   | 350 | 375 | –   | 725  |
| 9.   | Matthew Glaetzer | 350 | 375 | –   | –   | –   | 725  |
| 10.  | Pavel Kelemen    | –   | –   | 275 | 400 | –   | 675  |

#### Teamsprint
| Ort               | Sieger                                                                | Zweite                                                        | Dritte                                                           |
| ----------------- | --------------------------------------------------------------------- | ------------------------------------------------------------- | ---------------------------------------------------------------- |
| Pruszków          | Niederlande Jeffrey Hoogland Harrie Lavreysen Nils van ’t Hoenderdaal | Frankreich Benjamin Édelin Quentin Lafargue Melvin Landerneau | Großbritannien Jack Carlin Ryan Owens Joseph Truman              |
| Manchester        | Deutschland Robert Förstemann Maximilian Levy Joachim Eilers          | BCC Theo Bos Roy van den Berg Matthijs Büchli                 | Niederlande Sam Ligtlee Nils van ’t Hoenderdaal Jeffrey Hoogland |
| Milton            | Neuseeland Edward Dawkins Ethan Mitchell Sam Webster                  | Großbritannien Jack Carlin Philip Hindes Callum Skinner       | Tschechien Martin Čechman Pavel Kelemen David Sojka              |
| Santiago de Chile | Russland Denis Dmitrijew Shane Perkins Pawel Jakuschewski             | Frankreich Rayan Helal Melvin Landerneau François Pervis      | Südkorea Im Chae-bin Park Jeo-ne Soon Jey-ong                    |
| Minsk             | BCC Roy van den Berg Matthijs Büchli Theo Bos                         | Polen Rafał Sarnecki Krzysztof Maksel Kamil Kuczyński         | Frankreich Benjamin Édelin Michaël D’Almeida Rayan Helal         |

Gesamtwertung
| Pos. | Mannschaft        | Pru   | Man   | Mil   | San   | Min   | Pkt    |
| 1.   | Frankreich        | 675,0 | 525,5 | 562,5 | 675,0 | 600   | 3037,5 |
| 2.   | Deutschland       | 562,5 | 750,0 | –     | 450,0 | 525,0 | 2287,5 |
| 3.   | Russland          | 450,0 | 450,0 | –     | 750,0 | 562,8 | 2212,5 |
| 4.   | BCC               | 450,0 | 450,0 | –     | 750,0 | –     | 1912,5 |
| 5.   | Großbritannien    | 600,0 | 562,5 | 675,0 | –     | −     | 1837,5 |
| 6.   | Tschechien        | 412,5 | 487,5 | 600   | –     | 307,5 | 1807,5 |
| 7.   | Polen             | 525,0 | 412,5 | –     | –     | 675,0 | 1612,5 |
| 8.   | Chinesisch Taipeh | 195,0 | 240,0 | 450,0 | 375,0 | 285,0 | 1545,0 |
| 9.   | Südkorea          | −     | −     | 525,0 | 600,0 | 412,5 | 1537,5 |
| 10.  | Spanien           | 217,5 | 262,5 | 487,5 | 487,5 | –     | 1455,0 |

Beim WC-Lauf in Pruszków stellte die niederländische Mannschaft mit 42,906 Sekunden einen neuen nationalen Rekord auf.
Beim Lauf in Milton fuhr das koreanische Trio mit 44,877 Sekunden neuen nationalen Rekord.

#### 1000-Meter-Zeitfahren
| Ort        | Sieger           | Zweiter         | Dritter            |
| ---------- | ---------------- | --------------- | ------------------ |
| Manchester | Matthew Glaetzer | TTB Eric Engler | OPM Callum Skinner |

Gesamtwertung
| Pos. | Fahrer             | Man | Mil | San | Min | Pkt |
| 1.   | Matthew Glaetzer   | 500 | –   | –   | –   | 500 |
| 2.   | TTB Eric Engler    | 450 | –   | –   | –   | 450 |
| 3.   | OPM Callum Skinner | 400 | –   | –   | –   | 400 |
| 4.   | BCC Theo Bos       | 375 | –   | –   | –   | 375 |
| 5.   | David Sojka        | 350 | –   | –   | –   | 350 |
| 6.   | Sébastien Vigier   | 325 | –   | –   | –   | 325 |
| 7.   | KGF Jonathan Wale  | 300 | –   | –   | –   | 300 |
| 8.   | Ayrton De Pauw     | 275 | –   | –   | –   | 275 |
| 9.   | Felix Groß         | 250 | –   | –   | –   | 250 |
| 10.  | Zac Williams       | 225 | –   | –   | –   | 225 |

#### Einerverfolgung
| Ort   | Siegerin             | Zweite       | Dritte                     |
| ----- | -------------------- | ------------ | -------------------------- |
| Minsk | KGF Charlie Tanfield | Ivo Oliveira | LOK Alexander Jewtuschenko |

Gesamtwertung
| Pos. | Fahrerin                   | Min | Pkt |
| 1.   | KGF Charlie Tanfield       | 500 | 500 |
| 2.   | Ivo Oliveira               | 450 | 450 |
| 3.   | LOK Alexander Jewtuschenko | 400 | 400 |
| 4.   | Justin Wolf                | 375 | 375 |
| 5.   | Ashton Lambie              | 350 | 350 |
| 6.   | Marco Coledan              | 325 | 325 |
| 7.   | Valère Thiébaud            | 300 | 300 |
| 8.   | Dion Beukeboom             | 275 | 275 |
| 9.   | Michail Schemetau          | 250 | 250 |
| 10.  | Xeno Young                 | 225 | 225 |

#### Mannschaftsverfolgung
| Ort               | Sieger                                                              | Zweite                                                                       | Dritte                                                                   |
| ----------------- | ------------------------------------------------------------------- | ---------------------------------------------------------------------------- | ------------------------------------------------------------------------ |
| Pruszków          | Italien Francesco Lamon Liam Bertazzo Simone Consonni Filippo Ganna | Deutschland Felix Groß Theo Reinhardt Nils Schomber Domenic Weinstein        | Russland Lew Gonow Sergei Schilow Iwan Smirnow Dmitri Sokolow            |
| Manchester        | Großbritannien Steven Burke Ed Clancy Oliver Wood Kian Emadi        | Dänemark Casper Pedersen Casper von Folsach Julius Johansen Kristian Eriksen | Frankreich Benjamin Thomas Florian Maitre Louis Pijourlet Thomas Denis   |
| Milton            | Neuseeland Campbell Stewart Thomas Sexton Jared Gray Nick Kergozou  | Kanada Derek Gee Adam Jamieson Jay Lamoureux Michael Foley                   | Schweiz Gino Mäder Robin Froidevaux Lukas Rüegg Gaël Suter               |
| Santiago de Chile | Neuseeland Harry Waine Thomas Sexton Jared Gray Nick Kergozou       | Japan Shinsuke Imamura Ryo Chikatani Shogo Ichimaru Keitaro Sawada           | Vereinigte Staaten Gavin Hoover Ashton Lambie Adrian Hegyvary Eric Young |
| Minsk             | KGF Daniel Bigham Charlie Tanfield Harry Tanfield Jonathan Wale     | LOK Kirill Sweschnikow Alexander Jewtuschenko Sergei Schilow Dmitri Sokolow  | Russland Lew Gonow Dmitri Muchomedjarow Iwan Smirnow Gleb Syriza         |

Gesamtwertung
| Pos. | Mannschaft         | Pru  | Man | Mil  | San  | Min  | Pkt  |
| 1.   | Italien            | 1000 | 600 | –    | 700  | 650  | 2950 |
| 2.   | Dänemark           | 700  | 900 | 650  | 600  | –    | 2850 |
| 3.   | Deutschland        | 900  | 650 | 700  | 550  | –    | 2800 |
| 4.   | Schweiz            | 750  | 550 | 800  | –    | 700  | 2800 |
| 5.   | Frankreich         | 650  | 800 | 500  | –    | 750  | 2700 |
| 6.   | Vereinigte Staaten | 350  | 350 | 750  | 800  | 450  | 2700 |
| 7.   | KGF                | 600  | 750 | –    | –    | 1000 | 2350 |
| 8.   | Russland           | 800  | 410 | –    | –    | 800  | 2010 |
| 9.   | Neuseeland         | –    | –   | 1000 | 1000 | –    | 2000 |
| 10.  | Spanien            | 410  | 380 | 550  | –    | 380  | 1720 |

#### Scratch
| Ort        | Sieger            | Zweiter            | Dritter        |
| ---------- | ----------------- | ------------------ | -------------- |
| Pruszków   | Robbe Ghys        | Edgar Stepanyan    | Roy Pieters    |
| Manchester | Nikita Panassenko | WAL Jonathan Mould | Wim Stroetinga |
| Minsk      | Jauhen Karaljok   | Ivo Oliveira       | Witalij Hryniw |

Gesamtwertung
(unter Vorbehalt – Angaben der UCI stimmen nicht)
| Pos. | Fahrer             | Pru | Man | Min | Pkt |
| 1.   | Krisztián Lovassy  | 225 | 190 | 250 | 655 |
| 2.   | WAL Jonathan Mould | −   | 450 | 205 | 655 |
| 3.   | Ivo Oliveira       | –   | 130 | 500 | 630 |
| 4.   | Jauhen Karaljok    | 145 | –   | 450 | 595 |
| 5.   | Adrian Tekliński   | 325 | 145 | 110 | 580 |
| 6.   | Christos Volikakis | 250 | 325 | –   | 575 |
| 7.   | Leung Chun-wing    | 80  | 110 | 350 | 540 |
| 8.   | Marc Potts         | 350 | 175 | –   | 525 |
| 9.   | Ivan Gabriel Ruiz  | 130 | 205 | 190 | 525 |
| 10.  | Nikita Panassenko  | –   | 500 | –   | 500 |

#### Punktefahren
| Ort      | Sieger               | Zweiter            | Dritter         |
| -------- | -------------------- | ------------------ | --------------- |
| Pruszków | Nikita Panassenko    | Christos Volikakis | Liam Bertazzo   |
| Milton   | Niklas Larsen        | Mark Stewart       | Kenny De Ketele |
| Minsk    | Jan-Willem van Schip | Cheung King-lok    | Ivo Oliveira    |

Gesamtwertung
| Pos. | Fahrer               | Pru | Mil | Min | Pkt |
| 1.   | Ivo Oliveira         | 375 | –   | 400 | 775 |
| 2.   | Christos Volikakis   | 450 | 275 | –   | 725 |
| 3.   | Cheung King-lok      | –   | 190 | 450 | 640 |
| 4.   | Alan Banaszek        | 225 | −   | 300 | 525 |
| 5.   | Jan-Willem van Schip | –   | −   | 500 | 500 |
| 6.   | Niklas Larsen        | –   | 500 | –   | 500 |
| 7.   | Nikita Panassenko    | 500 | –   | –   | 500 |
| 8.   | Andreas Graf         | 130 | 350 | –   | 480 |
| 9.   | Krisztián Lovassy    | 100 | 175 | 190 | 465 |
| 10.  | Mark Stewart         | –   | 450 | –   | 450 |

#### Omnium
| Ort               | Sieger               | Zweiter        | Dritter        |
| ----------------- | -------------------- | -------------- | -------------- |
| Pruszków          | Niklas Larsen        | Szymon Sajnok  | Claudio Imhof  |
| Manchester        | Benjamin Thomas      | Niklas Larsen  | Albert Torres  |
| Milton            | Niklas Larsen        | Oliver Wood    | Gaël Suter     |
| Santiago de Chile | Daniel Holloway      | Eiya Hashimoto | Roman Hladysch |
| Minsk             | Jan-Willem van Schip | Szymon Sajnok  | Mamir Stasch   |

Gesamtwertung
| Pos. | Fahrer             | Pru | Man | Mil | San | Min | Pkt  |
| 1.   | Niklas Larsen      | 500 | 450 | 500 | –   | –   | 1450 |
| 2.   | Maximilian Beyer   | –   | 375 | 250 | 375 | –   | 1000 |
| 3.   | Roman Hladysch     | 145 | –   | 205 | 400 | 225 | 975  |
| 4.   | Leung Chun-wing    | 225 | 160 | 145 | 225 | 175 | 930  |
| 5.   | Szymon Sajnok      | 450 | –   | −   | –   | 450 | 900  |
| 6.   | Daniel Holloway    | –   | –   | −   | 500 | 375 | 875  |
| 7.   | Christos Volikakis | 350 | 175 | 325 | –   | –   | 850  |
| 8.   | Albert Torres      | 375 | 400 | –   | –   | –   | 775  |
| 9.   | Felix English      | 275 | 110 | –   | –   | 350 | 735  |
| 10.  | Claudio Imhof      | 400 | 300 | –   | –   | –   | 700  |

#### Zweier-Mannschaftsfahren
| Ort               | Mannschaft                                | Zweite                                      | Dritte                                    |
| ----------------- | ----------------------------------------- | ------------------------------------------- | ----------------------------------------- |
| Pruszków          | Callum Scotson Cameron Meyer              | Moreno De Pauw Kenny De Ketele              | Florian Maitre Benjamin Thomas            |
| Manchester        | Niklas Larsen Casper von Folsach          | Benjamin Thomas Morgan Kneisky              | Daniel Staniszewski Wojciech Pszczolarski |
| Milton            | Belgien Kenny De Ketele Lindsay De Vylder | Neuseeland Thomas Sexton Campbell Stewart   | Großbritannien Mark Stewart Oliver Wood   |
| Santiago de Chile | Neuseeland Thomas Sexton Campbell Stewart | Italien Francesco Lamon Michele Scartezzini | Österreich Andreas Graf Andreas Müller    |
| Minsk             | Hongkong Leung Chun-wing Cheung King-lok  | Niederlande Roy Pieters Wim Stroetinga      | Portugal Ivo Oliveira Rui Oliveira        |

Gesamtwertung
| Pos. | Mannschaft | Pru | Man | Mil | San | Min | Pkt  |
| 1.   | Österreich | 325 | 130 | 275 | 400 | 375 | 1505 |
| 2.   | Dänemark   | 250 | 500 | 375 | 25  | –   | 1450 |
| 3.   | Frankreich | 400 | 450 | 225 | –   | 325 | 1400 |
| 4.   | Italien    | 275 | 225 | 175 | 450 | 225 | 1350 |
| 5.   | Belgien    | 450 | 350 | 500 | –   | –   | 1300 |
| 6.   | Polen      | 300 | 400 | 300 | –   | 275 | 1275 |
| 7.   | Ukraine    | 175 | 120 | 325 | 350 | 205 | 1200 |
| 8.   | Neuseeland | –   | 175 | 450 | 500 | –   | 1125 |
| 9.   | Spanien    | 375 | 375 | 160 | –   | 175 | 1085 |
| 10.  | Russland   | 190 | 145 | –   | 275 | 300 | 910  |

### Teamwertung
| Pos. | Nation/Team    | Pru    | Man    | Mil    | San    | Min    | Pkt      |
| 1.   | Deutschland    | 6433,5 | 6425,0 | 3545,0 | 2755,0 | 4260,0 | 23.418,5 |
| 2.   | Frankreich     | 5590,0 | 4971,0 | 4152,5 | 1495,0 | 3855,0 | 20.463,5 |
| 3.   | Italien        | 5158,0 | 4161,0 | 1982,0 | 3490,0 | 4755,0 | 19.546,0 |
| 4.   | Russland       | 5391,0 | 4701,0 | –      | 4055,0 | 5047,5 | 19.194,5 |
| 5.   | Großbritannien | 4545,0 | 6397,5 | 5800,0 | −      | 2155,0 | 18.897,5 |
| 6.   | Ukraine        | 4415,0 | 2640,0 | 2265,0 | 4700   | 3145,0 | 17615,0  |
| 7.   | Polen          | 5647,0 | 3623,5 | 2815,0 | −      | 4995,0 | 17.080,5 |
| 8.   | Niederlande    | 5300,0 | 4930,0 | 2550,0 | −      | 4045,0 | 16.825,0 |
| 9.   | Neuseeland     | 2012,5 | 2735,0 | 5915,0 | 4840,0 |        | 15.502,5 |
| 10.  | Spanien        | 3120,5 | 3829,5 | 3147,5 | 1062,5 | 2400,0 | 13.560,0 |

## Teamkürzel
Die Kürzel in den Klammern bedeuten einen Start für ein UCI Track Team. Ohne eine Angabe erfolgte ein Start für das jeweilige Nationalteam.
BCC: Beat Cycling Club; DSR: Dream Seeker; ERD: Team Erdgas.2012; HBT: Holy Brother Cycling Team; JPC: Japan Professional Cyclist Association; KGF: Team Kgf; MCC: Minsk Cycling Club; OPM: 100%Me; TTB: Track Team Brandenburg; WAL: Wales